# 모스크바 앵글로아메리칸 스쿨
모스크바 앵글로아메리칸 스쿨(영어: Anglo-American School of Moscow, 러시아어: Англо-американская школа - Москва, 약칭 AAS)는 러시아 모스크바에 위치한 국제학교이다. 미국, 영국, 캐나다 대사관에서 승인받았다.

## 학교 연혁
- 1949년 : 모스크바 앵글로아메리칸 스쿨 개교
- 2000년 8월 : 신축 교사로 이전